# تحديد

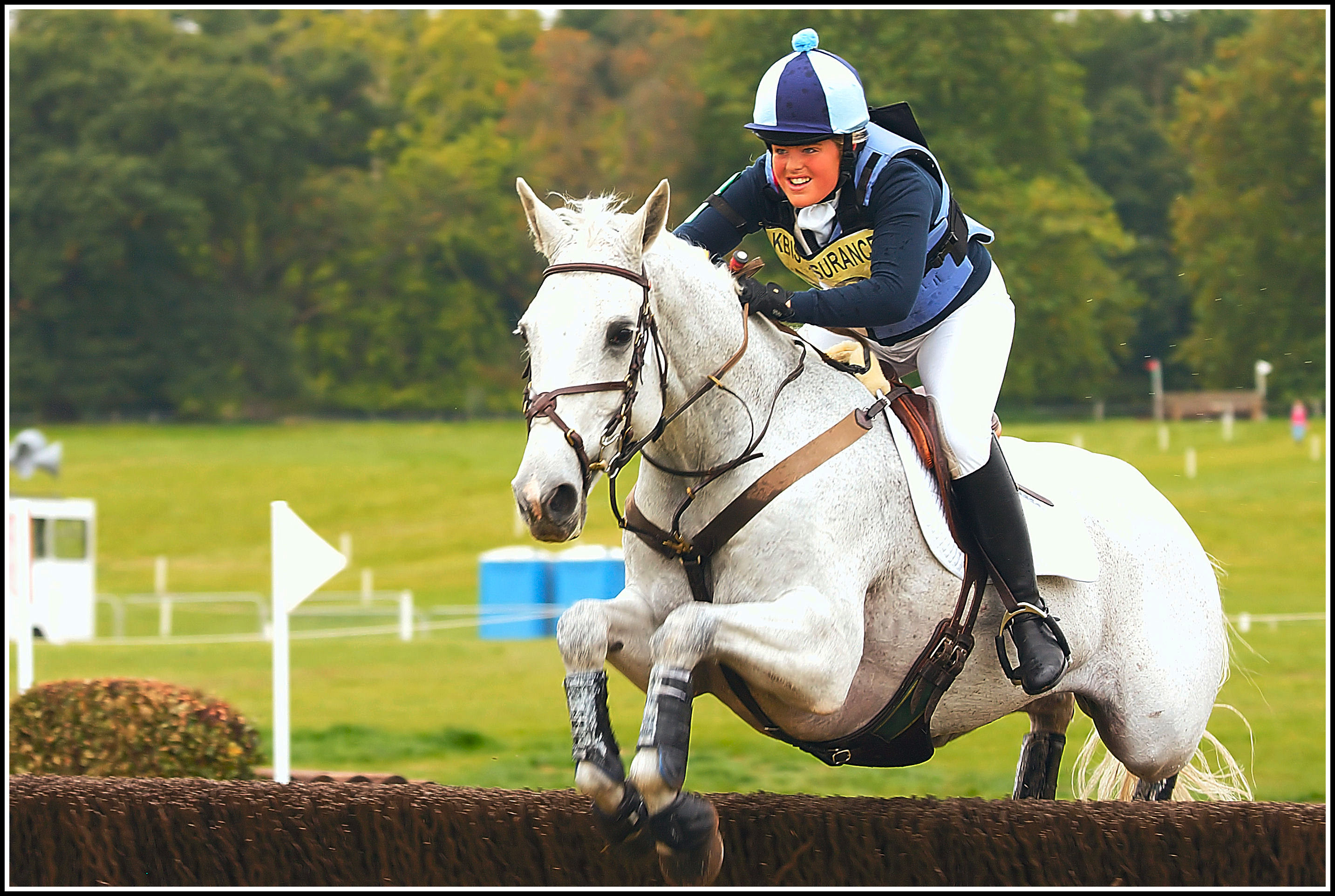

التحديد أو العزم أو التصميم هو شعورعاطفي إيجابي ينطوي على المثابرة نحو هدف صعب على الرغم من العقبات. يحدث التصميم قبل بلوغ الهدف ويعمل على تحفيز السلوك الذي سيساعد على تحقيق هدف الفرد. تشير البحوث التجريبية إلي أن الناس يعتبرون العزم أو التصميم عبارة عن عاطفة. أو بمعني أخر؛ العزم أو التصميم ليس مجرد حالة معرفية بل هو حالة عاطفية. في أدب علم النفس، درس الباحثون العزم وفقًا لمصطلحات أخرى، بما في ذلك التحدي والحماس الاستباقي ؛ هذا قد يفسر أحد أسباب النقص النسبي في الأبحاث حول التصميم مقارنة بالعواطف الإيجابية الأخرى. 
في مجال علم النفس، يركز البحث العاطفي بشدة على المشاعر السلبية واتجاهات العمل التي يشجعونها. ومع ذلك، فإن العمل الأخير في علم النفس الإيجابي يدمج دراسة التصميم باعتباره عاطفة إيجابية تدفع الأفراد نحو العمل ويؤدي إلى نتائج مهمة مثل المثابرة والعزم على النجاح.